# Bertha P. Dutton
Bertha Pauline Dutton (nacida en Algona, Iowa, el 29 de marzo de 1903; fallecida el 11 de septiembre de 1994  ) fue una antropóloga y etnóloga estadounidense especializada en el suroeste americano y Mesoamérica . Fue una de las primeras arqueólogas en trabajar con el Servicio de Parques Nacionales. 

## Vida

### Primeros años
Dutton era hijo único de los granjeros Orrin Judd Dutton y Fannie B. Stewart. 
Las materias favoritas de Dutton en la escuela secundaria eran historia, arte clásico y literatura. Estuvo matriculada en la Escuela de Comercio de Lincoln (Nebraska) y en la Universidad de Nebraska de 1929 a 1931. Trabajaba como empleada de banco y tenía otros trabajos, y al principio se preparó para una carrera en campos similares, pero el destino intervino. Después de que una noche la atropellara accidentalmente un coche, tuvo que recuperarse en el hospital durante varias semanas. Mientras estuvo allí, una de sus maestras visitantes sugirió que a Dutton le gustaría asistir a la Universidad de Nuevo México para estudiar antropología, lo que parecía más acorde con sus intereses. Siguió el consejo y comenzó sus estudios allí en 1932. Trabajó como secretaria en el Departamento de Antropología de la universidad de 1933 a 1936 y después de graduarse, el destacado antropólogo Edgar Lee Hewett la contrató en el Museo de Nuevo México (MNM) en Santa Fe, Nuevo México en 1936. Mientras Dutton trabajaba como asistente administrativa de Hewett, ella lo convenció de que el museo necesitaba algo más que exhibiciones arqueológicas. Ella propuso que las exhibiciones de etnología acompañaran a las de arqueología y Hewett estuvo de acuerdo, ascendiéndola a curadora de etnología del museo en 1939. 

### Curaduria en museos
Hewett la había contratado, junto con Marjorie Ferguson (1908-2006), después de haberlos formado a ambos en la Universidad de Nuevo México. Según Fowler, "Ambas mujeres pasaron sus carreras en el MNM como antropólogas de museos, una especialización vista por algunos antropólogos académicos como los trabajos más adecuados para las mujeres debido, según el profesor Clark Wissler de la Universidad de Yale, a sus "habilidades naturales de limpieza". "Pero ambos hicieron contribuciones significativas a la investigación del Suroeste en arqueología, etnología e historia, al mismo tiempo que educaron al público".  Dutton fue curadora de etnología de 1939 a 1959, curadora de exhibiciones interpretativas hasta 1962 y jefa de la División de Investigación hasta su jubilación en 1965.  Además, Dutton impartió clases de televisión y educación para adultos en el museo de 1947 a 1957, mientras permaneció como investigadora asociada en el Museo de Nuevo México hasta el final de su vida.  Mientras tanto, en 1952, Dutton obtuvo su doctorado en la Universidad de Columbia . 
Sus proyectos de excavación incluyeron el Cañón del Chaco (Leyit Kin), la Cuenca del Galisteo (Pueblo Largo, Las Madres) y la zona de Salinas (Abó). También excavó en México y Guatemala aprovechando su nombramiento conjunto como investigadora asociada de la Escuela de Investigación Estadounidense (ahora Escuela de Investigación Avanzada ). 

### Esfuerzos de divulgación
Como parte de sus esfuerzos por difundir el interés por la antropología y la etnología entre el público, "dirigió 27 campamentos arqueológicos móviles y de excavación para Girl Scouts mayores (de quince a dieciocho años) entre 1947 y 1957, presentando a casi 300 niñas de todo el país a la Antropología del Suroeste". Este programa dio como resultado que varias de estas jóvenes obtuvieran títulos avanzados en antropología y campos relacionados. 
Después de retirarse en 1965 del MNM, Dutton fue nombrada directora del Museo de Arte Ceremonial Navajo (ahora Museo Wheelwright del Indio Americano ), donde trabajó durante diez años.  

## Publicaciones Seleccionadas
- Łeyit Kin, una pequeña casa en ruinas, Chaco Canyon, Nuevo México; informe de excavación, 1938
- La región montañosa de Jemez, 1938
- Una historia de la cerámica aplomada, 1942
- Excavaciones en Tajumulco, Guatemala, 1943
- El mundo de los indios pueblo: estudios sobre la historia natural del valle del Río Grande en relación con la cultura de los indios pueblo, 1945
- Artes y artesanías indias del suroeste en Santa Fe Indian Village, Feria del Ferrocarril de Chicago, 1948
- Los toltecas y su influencia en la cultura de Chichén Itzá, 1951
- Lo más destacado de la comarca de Jémez, 1952
- Manual de bolsillo, Indios de Nuevo México, 1953
- Los indios de Nuevo México y sus vecinos de Arizona, 1955
- Tula de los toltecas, 1955
- Arte indio en madera y otros medios: una exposición en el Salón de Etnología, Museo de Nuevo México, 1957
- ¿ Ceremonias navajas, 1958?
- ¿Un estudio arqueológico de la propuesta presa y embalse de Galisteo, 196?
- Indios del suroeste, 1961
- Zona de Santa Fe, 1962
- Pueblos indios, pasado y presente, 1962
- Pueblo feliz: los indios huicholes, 1962
- El camino del Padre Sol; los murales de Kiva de Kuaua; Una ruina de Pueblo, Monumento al Estado de Coronado, Nuevo México, 1963
- Gente amiga: los indios Zuñi, 1963
- Reservas y pueblos indios de Nuevo México. , 1964
- Los indios de Nuevo México de hoy, 1964
- Exploremos los pueblos indios, pasados y presentes. Guía turístico por la zona de Santa Fe. , 1970
- El tejido navajo hoy, 1975
- Indios del suroeste americano, 1976
- Los Pueblos, 1977
- Los pueblos Ranchería, Ute y Paiute del Sur, 1977
- El calendario lagunero, 1977
- Navajos y apaches: los pueblos atabascos, 1977
- Navajo, Pima, Apache, 1978
- Hopi, Acoma, Tewa, Zuni, 1986
- Navajo, Pima, Apache, 1986
- Mitos y leyendas de los indios del suroesteLibro I, Hopi, Acoma, Tewa, Zuni, 1987
- Mitos y leyendas de los indios del suroesteLibro II, Navajo, Pima, Apache, 1987